# Rhaphium obscuripes
Rhaphium obscuripes är en tvåvingeart som beskrevs av Zetterstedt 1849. Rhaphium obscuripes ingår i släktet Rhaphium och familjen styltflugor. Arten har ej påträffats i Sverige. Inga underarter finns listade i Catalogue of Life.